# Torneo Federal B
Il Torneo Federal B era una delle due divisioni regionali che componevano la quarta serie del calcio argentino, insieme con la Primera C Metropolitana, tuttora attiva. Le squadre del Federal B erano affiliate indirettamente alla federazione calcistica dell'Argentina e provenivano dalle città esterne all'area della Grande Buenos Aires e della città di Rosario, le cui squadre partecipavano all'altra divisione regionale di quarta serie, la Primera C Metropolitana.

## Storia
La competizione fu istituita a partire dal 2015, quando sostituì il precedente Torneo Argentino B, ma rimase attiva soltanto per tre anni (pur disputando cinque edizioni) prima di essere sostituita dal Torneo Regional Federal Amateur, la cui stagione d'esordio fu nel 2018.
La competizione fu istituita nel 1995, quando la federazione decise di riorganizzare i diversi campionati regionali in una struttura fissa, spostando i campionati regionali come quinta serie del calcio argentino. Rimase attivo fino alla sua stagione conclusiva del 2014, venendo sostituito a partire dal 2015 dal Torneo Federal B, mentre la Primera C Metropolitana continuò ad operare per le squadre della zona di Buenos Aires.

## Formula
La competizione, nonostante i numerosi cambi di formato, aveva una struttura divisa in otto gironi regionali, ai quali prendevano parte un totale di circa 100 squadre, al termine dei quali venivano giocati degli spareggi per decretare le promozioni, il cui numero variava di anno in anno, nel Torneo Federal A.

## Albo d'oro
| Stagione            | Campione |
| ------------------- | --- |
| 2014 Transición     | 9 de Julio de Morteros Concepción FC (T) Gutiérrez (M) Sp. Las Parejas Tiro Federal B.B. Unión (S) Vélez Sarsfield (SR) |
| 2015                | Defensores (P) Güemes (SdE) Villa Mitre                                                                                 |
| 2016 Transición     | Desamparados Rivadavia (L)                                                                                              |
| 2016 Complementario | Estudiantes (RC) Huracán (LH) Sansinena Textil Mandiyú                                                                  |
| 2017                | Camioneros Racing (C) San Martín (F) Sol de Mayo (V)                                                                    |